# Raj Kollmorgen
Raj Kollmorgen (* 1. Oktober 1963 in Leipzig) ist ein deutscher Soziologe und Hochschullehrer.

## Leben
Kollmorgen studierte an der Humboldt-Universität Berlin, erlangte dort 1990 ein Diplom in Philosophie. Anschließend arbeitete er als wissenschaftlicher Mitarbeiter an diversen universitären und außeruniversitären Einrichtungen, unter anderem an den Universitäten in Erfurt, Halle und Jena. 1999 wurde Kollmorgen mit einer Dissertation zu Transformationstheorien: Karriere und metatheoretische Kritik an der Friedrich-Schiller-Universität Jena in Soziologie promoviert. Ab 2002 bis 2010 hatte er eine Juniorprofessur für Soziologie und Europastudien am Institut für Soziologie der Otto-von-Guericke-Universität Magdeburg inne. Es folgte 2010 die Habilitation an der Magdeburger Universität. Anschließend war Kollmorgen Privatdozent mit der Venia Legendi für „Soziologie, insbesondere Transformationsforschung und Europastudien“ an der Otto-von-Guericke Universität Magdeburg.
Ab 2011 war er Mitarbeiter am Institut für Soziologie der Friedrich-Schiller-Universität Jena, wurde dort 2012 Vertretungsprofessor für Arbeits-, Industrie- und Wirtschaftssoziologie, bevor er 2013 den Ruf auf die Professur für Management sozialen Wandels an der Hochschule Zittau/Görlitz annahm.
Von 2016 bis 2020 war Kollmorgen Direktor des Forschungsinstituts für Transformation, Wohnen und soziale Raumentwicklung (TRAWOS) an der Hochschule Zittau/Görlitz; seit 2020 ist er dessen stellvertretender Direktor. Seit März 2020 ist Kollmorgen Prorektor Forschung der Hochschule Zittau/Görlitz.
Kollmorgen war von 2019 bis 2020 Mitglied der Kommission der Bundesregierung „30 Jahre Friedliche Revolution und Deutsche Einheit“. Von März bis Juni 2021 war Kollmorgen Mitglied der von der Bundesregierung eingesetzten Arbeitsgruppe Zukunftszentrum für Deutsche Einheit und Europäische Transformation, die ein detailliertes Konzept für das Zentrum erarbeitet und veröffentlicht hat. Ebenso war er Mitglied der Jury für den Standortwettbewerb.

## Forschungsschwerpunkte
Kollmorgen beschäftigt sich mit dem Sozialen Wandel, insbesondere postsozialistische Transformationen in Mittelost- und Osteuropa, einschließlich Ostdeutschland, sozial-ökologische Umwälzungen, Regionalentwicklung und Strukturwandel in peripheren Regionen sowie sozialen Innovationen. Außerdem arbeitet er zu den Themen Eliten, politische Populismen und Radikalismen, zu soziale Ungleichheit und Partizipation, Post- und Neo-Moderne sowie zu Sozial- und Gesellschaftstheorien.
Seit 2013 ist er gewähltes Mitglied der Gelehrtengesellschaft Leibniz-Sozietät der Wissenschaften zu Berlin.

## Publikationen (Auswahl)
- mit Rolf Reißig und Johannes Weiß (Hrsg.): Sozialer Wandel und Akteure in Ostdeutschland: empirische Befunde und theoretische Ansätze, Leske und Budrich, Opladen 1996, ISBN 3-8100-1435-4.
- Transformationstheorien: Karriere und metatheoretische Kritik, Jena 1999.
- mit Heiko Schrader (Hrsg.): Postsozialistische Transformationen: Gesellschaft, Wirtschaft, Kultur: theoretische Perspektiven und empirische Befunde, Ergon-Verlag, Würzburg 2003, ISBN 3-89913-284-X.
- mit Martin Brussig und Frank Ettrich (Hrsg.): Konflikt und Konsens. Transformationsprozesse in Ostdeutschland. Leske und Budrich, Opladen 2003.
- Ostdeutschland: Beobachtungen einer Übergangs- und Teilgesellschaft, Verlag für Sozialwissenschaften, Wiesbaden 2005, ISBN 3-531-14749-8.
- (Hrsg.): Transformation als Typ sozialen Wandels: postsozialistische Lektionen, historische und interkulturelle Vergleiche, Lit-Verlag, Münster, Hamburg, Berlin 2005, ISBN 3-8258-7868-6.
- mit Johannes Angermüller, Dirk Wiemann und Jörg Meyer (Hrsg.): Reflexive Representations. Politics, Hegemony, and Discourse in Global Capitalism, Lit-Verlag, Münster 2004.
- mit Agata Stopinska und Anke Bartels (Hrsg.): Revolutions. Reframed – Revisited – Revised, Peter Lang, Frankfurt/Main et al. 2007.
- mit Thomas Großbölting, Sascha Möbius und Rüdiger Schmidt (Hrsg.): Das Ende des Kommunismus. Die Überwindung der Diktaturen in Europa und ihre Folgen, Klartext Verlag, Essen 2010,
- mit Moritz Brunn, Frank Ettrich, Jan H. Fahlbusch, Thees Spreckelsen, Alexander Thumfart (Hrsg.): Transformation und Europäisierung. Eigenarten und (Inter-)Dependenzen von postsozialistischem Wandel und Europäischer Integration, Münster 2010.
- mit Hans-Liudger Dienel und Frank Thomas Koch (Hrsg.): Diskurse der deutschen Einheit: Kritik und Alternativen, Verlag für Sozialwissenschaften, Wiesbaden 2011, ISBN 978-3-531-17471-6.
- mit Wolfgang Merkel und Hans-Jürgen Wagener (Hrsg.): Handbuch Transformationsforschung, Springer VS, Wiesbaden 2015, ISBN 978-3-658-05347-5.
- mit Wolfgang Merkel und Hans-Jürgen Wagener (Hrsg.): The Handbook of Political, Social, and Economic Transformation, Oxford University Press, Oxford et al. 2019, ISBN 978-0-19-882991-1.
- mit Hanna Haag: Demokratie braucht Demokratinnen. Eine Studie zu den Partizipations- und Karrierechancen von Frauen in politischen Parteien und Gewerkschaften. Berlin/Bonn: FES (Online-Publikation) 2020, ISBN 978-3-96250-728-2.
- mit Johannes Schütz und Steven Schäller (Hrsg.): Die neue Mitte? Ideologie und Praxis der populistischen und extremen Rechten (Schriften des Deutschen Hygiene-Museums 14). Weimar et al.: Böhlau 2021, ISBN 978-3-412-52227-8.
- mit Judith Enders und Ilko-Sascha Kowalczuk (Hrsg.): Deutschland ist eins: vieles. Bilanz und Perspektiven von Vereinigung und Transformation. Frankfurt/M./New York: Campus 2021, ISBN 978-3-593-51436-9.

## Audios
- Deutschlandfunk Kulturfragen. Debatten und Dokumente vom 22. Januar 2023: Wehrhafte Demokratie – Raj Kollmorgen, Soziologe an der Hochschule Zittau-Görlitz und Transformationsforscher, über die fehlende Akzeptanz demokratischer Prozesse